# ジュリアス・チャロフ
ジュリアス・チャロフ（Julius Chaloff、1892年9月2日 - 1979年10月）は、アメリカ合衆国のピアニスト・ピアノ教師・作曲家。

## 経歴
ロシア系の両親のもとにボストンに生まれる。著名なピアノ教師のマーガレット・ステッドマンと結婚した。息子サージはジャズ・ミュージシャンとなり、ウディ・ハーマンの楽団員として名を馳せた。門弟にも著名なジャズ・ミュージシャンがおり、キース・ジャレットやケニー・ワーナー、チック・コリア、ハービー・ハンコック、スティーヴ・キューンらを擁する。
少年時代に並外れた楽才を発揮して11歳でニューイングランド音楽院に入学し、アルフレッド・デヴォートーに師事した。6年間在籍した後、17歳でディプロマを修得し、当時最年少の卒業生となった。上級クラスに在籍中に、メイソン・アンド・ハムリン社によるピアノ・コンクールで1位になった（審査員はジョージ・ホワイトフィールド・チャドウィックとチャールズ・マーティン・レフラーならびにマックス・フィードラーであった）。
チャロフは長年ヨーロッパに過ごし、ベルリンでポーランド人ピアニストのイグナツ・フリードマンに師事した。作曲と指揮法はフーゴー・カウンに師事している。1913年1月18日に、ブリュートナー交響楽団（Symphonisches Blüthner-Orchester Berlin ）と共演してベルリンにデビューし、著しい成功を収めた。
1913年に機械の天才チャールズ・ストッダードと出逢い、アンピコ社のために自動再生ピアノを開発して完成させる。この楽器は、黄金時代の偉大なヴィルトゥオーゾの至芸を後世に伝えるものとなり、ラフマニノフやレヴィーンなどのアメリカ在住の著名なコンサート・ピアニストが、アンピコ社に録音した。チャロフもまたその一人となった。

## 録音
現存する録音演奏作品はごくわずかであり、チャロフが遺したレコードの数は、次のように数少ない。
- セザール・フランクの《前奏曲、フーガと変奏曲》
- ショパンの《舟歌 嬰ヘ長調》作品60
- ショパンの《バラード第4番 ヘ短調》作品52
- ドビュッシーの《夜想曲 変ニ長調》
- エドゥアルト・ゲルトナー（フリードマン編）の《ウィーン舞曲 第1番 変ト長調》
- 自作の《想い出》作品14-1
- フリードマンの《彼女は踊る（Elle Danse）》
- バラキレフの《イスラメイ》